# Coupe des nations de rink hockey 2007
Navigation
Coupe des nations 2005 Coupe des nations 2009
La 62e édition de la Coupe des nations de rink hockey 2007 se déroule du 6 avril au 9 avril 2007, à Montreux.
Cette édition est remportée par l'Espagne, qui remporte sa 17e coupe des nations, sa 5e consécutive.
Cette victoire de l'équipe ibérique, la troisième consécutive depuis 2003, lui permet de remporter le Challenge Marcel Monney.

## Participants
Cette édition comprend 7 sélections nationales et l'équipe organisatrice de Montreux HC.
- Angola
- Allemagne
- Chili
- Espagne
- France
- Montreux HC
- Portugal
- Suisse

## Déroulement
La compétition est divisée en deux phases.
La phase de qualification dure les deux premiers jours du tournoi. Durant cette phase, les 8 équipes sont réparties dans deux groupes. Dans chaque groupe, chaque équipe se rencontre une fois, afin d'établir un classement par groupe. Les deux premières équipes de chaque groupe sont qualifiés pour les demi-finales. Les deux équipes les moins bien placées s'affrontent dans un tournoi pour établir le classement final.
La phase finale s'étale sur les deux derniers jours. La première équipe de chaque groupe rencontre, lors d'une demi-finale, la seconde équipe de l'autre groupe. Les équipes vainqueurs de leur demi-finale s'affrontent en finale. Les équipes perdant la demi-finale jouent un match pour la troisième place. L'équipe classée troisième du groupe rencontre, lors d'un match de classement, le quatrième de l'autre groupe. Les équipes qui sortent vainqueurs de ce matchs de classement s'affrontent le dernier jour pour la 5e place ; les équipes perdantes jouent un match pour la 7e place.

## Phase de qualification

### Groupe A
| Rang | Équipe      | Pts | J | G | N | P | Bp | Bc | Diff |  | Résultats | ESP | POR | CHI | MON |
| ---- | ----------- | --- | - | - | - | - | -- | -- | ---- |  | --------- | --- | --- | --- | --- |
| 1    | Espagne     | 7   | 3 | 2 | 1 | 0 | 15 | 1  | +14  |  | Espagne   |     | 0-0 | 7-1 | 8-0 |
| 2    | Portugal    | 7   | 3 | 2 | 1 | 0 | 9  | 1  | +8   |  | Portugal  |     |     | 1-0 | 8-1 |
| 3    | Chili       | 3   | 3 | 1 | 0 | 2 | 3  | 9  | -6   |  | Chili     |     |     |     | 2-1 |
| 4    | Montreux HC | 0   | 3 | 0 | 0 | 3 | 2  | 18 | -16  |  | Montreux  |     |     |     |     |

### Groupe B
| Rang | Équipe    | Pts | J | G | N | P | Bp | Bc | Diff |  | Résultats | SUI | FRA | ANG | ALL |
| ---- | --------- | --- | - | - | - | - | -- | -- | ---- |  | --------- | --- | --- | --- | --- |
| 1    | Suisse    | 7   | 3 | 2 | 1 | 0 | 15 | 5  | +10  |  | Suisse    |     | 4-4 | 5-1 | 6-0 |
| 2    | France    | 4   | 3 | 1 | 1 | 1 | 11 | 8  | +3   |  | France    |     |     | 5-0 | 2-4 |
| 3    | Angola    | 3   | 3 | 1 | 0 | 2 | 5  | 12 | -7   |  | Angola    |     |     |     | 4-2 |
| 4    | Allemagne | 3   | 3 | 1 | 0 | 2 | 6  | 12 | -6   |  | Allemagne |     |     |     |     |

## Phase finale

### Tableau final
|  | Demi-finales | Demi-finales |                        |   | Finale       | Finale       |
|  | Demi-finales | Demi-finales |                        |   | Finale       | Finale       |
|  |              |              |                        |   |              |              |
|  | 8 avril 2007 | 8 avril 2007 |                        |   | 9 avril 2007 | 9 avril 2007 |
|  | 8 avril 2007 | 8 avril 2007 |                        |   | 9 avril 2007 | 9 avril 2007 |
|  | Espagne      | 6            |                        |   | 9 avril 2007 | 9 avril 2007 |
|  | Espagne      | 6            |                        |   | 9 avril 2007 | 9 avril 2007 |
|  | France       | 1            |                        |   | 9 avril 2007 | 9 avril 2007 |
|  | France       | 1            | Espagne                | 3 |              |              |
|  | 8 avril 2007 |              | Espagne                | 3 |              |              |
|  |              | Portugal     | 0                      |   |              |              |
|  | Suisse       | Portugal     | 0                      | 1 |              |              |
|  | Suisse       |              |                        | 1 |              |              |
|  | Portugal     | 3            |                        |   |              |              |
|  | Portugal     | 3            | Match pour la 3e place |   |              |              |
|  |              |              |                        |   |              |              |
|  | 9 avril 2007 |              |                        |   |              |              |
|  |              |              |                        |   |              |              |
|  | France       | 0            |                        |   |              |              |
|  | France       | 0            |                        |   |              |              |
|  | Suisse       | 3            |                        |   |              |              |
|  | Suisse       | 3            |                        |   |              |              |

### Tableau de classement
|  | Match de classement | Match de classement |                        |   | Match pour la 5e place | Match pour la 5e place |
|  | Match de classement | Match de classement |                        |   | Match pour la 5e place | Match pour la 5e place |
|  |                     |                     |                        |   |                        |                        |
|  | 8 avril 2007        | 8 avril 2007        |                        |   | 9 avril 2007           | 9 avril 2007           |
|  | 8 avril 2007        | 8 avril 2007        |                        |   | 9 avril 2007           | 9 avril 2007           |
|  | Chili               | 1                   |                        |   | 9 avril 2007           | 9 avril 2007           |
|  | Chili               | 1                   |                        |   | 9 avril 2007           | 9 avril 2007           |
|  | Allemagne           | 6                   |                        |   | 9 avril 2007           | 9 avril 2007           |
|  | Allemagne           | 6                   | Allemagne              | 2 |                        |                        |
|  | 8 avril 2007        |                     | Allemagne              | 2 |                        |                        |
|  |                     | Angola              | 5                      |   |                        |                        |
|  | Angola              | Angola              | 5                      | 3 |                        |                        |
|  | Angola              |                     |                        | 3 |                        |                        |
|  | Montreux HC         | 2                   |                        |   |                        |                        |
|  | Montreux HC         | 2                   | Match pour la 7e place |   |                        |                        |
|  |                     |                     |                        |   |                        |                        |
|  | 9 avril 2007        |                     |                        |   |                        |                        |
|  |                     |                     |                        |   |                        |                        |
|  | Chili               | 3                   |                        |   |                        |                        |
|  | Chili               | 3                   |                        |   |                        |                        |
|  | Montreux HC         | 4                   |                        |   |                        |                        |
|  | Montreux HC         | 4                   |                        |   |                        |                        |

## Classement final
| Pl. | Équipe      |
| --- | ----------- |
| 1   | Espagne     |
| 2   | Portugal    |
| 3   | Suisse      |
| 4   | France      |
| 5   | Angola      |
| 6   | Allemagne   |
| 7   | Montreux HC |
| 8   | Chili       |

## Classement des buteurs
| Pl. | Nom              | Équipe | Buts |
| --- | ---------------- | ------ | ---- |
| 1   | Vieira J.        | ANG    | 6    |
| 2   | Brentini M.      | SUI    | 5    |
|     | Gual M.          | ESP    | 5    |
|     | Haupt Th.        | GER    | 5    |
|     | Roca J.-M.       | ESP    | 5    |
| 6   | Desponds J.      | SUI    | 4    |
|     | Gaspar A.        | ANG    | 4    |
|     | Gil. P.          | ESP    | 4    |
|     | Jara P.          | CHI    | 4    |
|     | Oliveira R.      | POR    | 4    |
|     | Panadero S.      | ESP    | 4    |
|     | Selva J.-M.      | ESP    | 4    |
|     | Silva T.         | POR    | 4    |
| 14  | D'Amico M.       | MTX    | 3    |
|     | Kutscha D.       | GER    | 3    |
|     | Mohr T.          | GER    | 3    |
|     | Müller M.        | SUI    | 3    |
| 18  | Brentini F.      | SUI    | 2    |
|     | Fuhrer D.        | MTX    | 2    |
|     | Garcia-Mendez F. | SUI    | 2    |
|     | Huvelin J.       | FRA    | 2    |
|     | Jimenez G.       | MTX    | 2    |
|     | Moriceau J.      | FRA    | 2    |
|     | Silva A.         | ANG    | 2    |
|     | Silva S.         | POR    | 2    |
|     | Wenger S.        | SUI    | 2    |
| 27  | Andrade G.       | CHI    | 1    |
|     | Bros M.          | GER    | 1    |
|     | Furstenberger S. | FRA    | 1    |
|     | Gomes R.-A.      | ANG    | 1    |
|     | Henry G.         | FRA    | 1    |
|     | Jimenez D.       | CHI    | 1    |
|     | Münger A.        | SUI    | 1    |
|     | Pinto V.-H.      | POR    | 1    |
|     | Ribeiro R.       | POR    | 1    |
|     | Romá B.          | ESP    | 1    |
|     | Salgado J.       | CHI    | 1    |
|     | Tarassioux I.    | FRA    | 1    |
|     | Torra M.         | ESP    | 1    |
|     | Valencia A.      | MTX    | 1    |

## Prix individuels
Prix du plus jeune joueur

Offert par les vétérans du MHC

Leyer Philipp de l'équipe d'Allemagne, né le 1er janvier 1990.

Prix du meilleur gardien

Offert par la Famille Piemontesi

Guillem Trabal d'Espagne

Prix du meilleur buteur

Challenge Edo, offert par la boutique Edo à Montreux

Viera João, Angola

Prix de la Presse

Challenge Henry Cuvit offert par Giovanna SA

Équipe Angola

Bonne tenue et fair-play

Offert par la Famille Monney

Équipe de France